# 오션게이트
오션게이트(OceanGate Inc.)는 관광, 산업, 연구 및 탐사를 위한 유인 잠수정을 제공하는 워싱턴 주 에버렛에 있는 개인 소유의 미국 회사이다. 스톡턴 러시(Stockton Rush)와 기예르모 쇤라인(Guillermo Söhnlein)이 2009년에 설립했다.
이 회사는 잠수정인 안티포데스(Antipodes)를 인수했으며 나중에 자체적으로 사이클롭스 1호(Cyclops 1)와 타이탄(Titan)호 두 척을 건조했다. 2021년에 오션게이트는 타이탄호의 난파선 방문을 위해 타이탄호에서 유료 관광객을 받기 시작했다. 2022년 기준 난파된 타이타닉호에 대한 오션게이트 탐험의 탑승가는 1인당 미화 250,000달러였다.
2023년 6월 타이탄호는 난파선 타이타닉호 현장으로 항해하는 동안 폭발하여 회사 설립자 스톡턴 러시를 포함해 탑승자 5명 전원이 사망했다. 오션게이트는 선박을 수리하거나 복구할 수 있는 장비가 없었기 때문에 국제 수색 및 구조 작업이 시작되었다. 6월 22일, 난파선 타이타닉호 근처의 해저에서 잔해가 발견되었다. 회사 웹 사이트는 현재 온라인 상태가 아니다.